# Задача двух тел

Два тела с небольшой разницей в массах движущиеся по круговым орбитам вокруг общего центра масс. Этот специфический тип орбиты подобен системе Плутон — Харон.

В классической механике, задача двух тел состоит в том, чтобы определить движение двух материальных точек, которые взаимодействуют только друг с другом. Распространённые примеры включают спутник, обращающийся вокруг планеты, планета, обращающаяся вокруг звезды, две звезды, обращающиеся вокруг друг друга (двойная звезда), и классический электрон, движущийся вокруг атомного ядра.

Задачу двух тел можно представить как две независимые задачи одного тела, которые привлекают решение для движения одной частицы во внешнем потенциале. Так как многие задачи с одним телом могут быть решены точно, соответствующая задача с двумя телами также может быть решена. В отличие от этого, задача с тремя телами (и, более широко, задача n тел) не может быть решена в общем виде, кроме специальных случаев. 

Два тела с одинаковой массой, движущиеся вокруг общего центра масс по эллиптическим орбитам.

## Ограничения

### Гравитация и другие примерызакона обратных квадратов
Задача двух тел в астрономии примечательна тем, что пары астрономических объектов часто быстро движутся в произвольных направлениях и разделены большими расстояниями друг от друга и на ещё большее расстояние отдалены от других объектов, и внешние влияния на систему двух тел оказываются достаточно малы, чтобы ими можно было пренебречь. Под действием силы тяжести каждый объект из пары будет вращаться вокруг общего центра масс по эллиптической траектории (финитное движение), если только они не движутся достаточно быстро, чтобы неограниченно удаляться друг от друга (инфинитное движение). траектории инфинитного движения — незамкнутые границы плоского конического сечения с эксцентриситетом {\displaystyle e\geqslant 1} — параболы ({\displaystyle e=1}) или гиперболы ({\displaystyle e>1}). При этом механическая энергия пары тел в системе отсчёта связанной с их центром масс — неотрицательна. Финитному движению соответствует замкнутая граница плоского конического сечения — эллипс с эксцентриситетом {\displaystyle 0\leqslant e<1}. Финитное движение (движение в ограниченной области пространства) системы двух взаимодействующих тел происходит при отрицательном значении механической энергии пары тел в системе отсчёта связанной с их центром масс.
Если один объект намного тяжелее другого, то он будет двигаться намного медленнее, чем другой относительно общего центра масс, который может находиться даже внутри более крупного объекта. Математические решения этого случая описаны в Кеплеровой задаче.
Задача двух тел применима также к макроскопическим задачам об объектах, взаимодействующих не только посредством гравитации, но и через любое другое притягивающее скалярное силовое поле, подчиняющееся закону обратных квадратов, например, электростатическое притяжение. На практике такие негравитационные задачи возникают редко. В обычной жизни мы редко (или никогда) сталкиваемся с электростатически взаимодействующими объектами, которые движутся достаточно быстро, избегают столкновения и (или) достаточно изолированы от своего окружения, чтобы не терять свой электрический заряд.
Динамическая система уравнений для движения двух тел под действием крутящего момента оказывается уравнением Штурма — Лиувилля.

### Неприменимость к атомам и субатомным частицам
Модель двух тел рассматривает объекты упрощённо как точечные частицы, при этом, являясь элементом классической механики, применима только к системам макроскопического масштаба, когда погрешностью модели можно пренебречь. Поведение микроскопических объектов (атомов и субатомных частиц) не может быть предсказано в классической постановке задачи из-за чрезмерно большой погрешности.
Например, электроны в атоме иногда называют «обращающимися» вокруг атомного ядра, это представление сохранилось с ранней гипотезы Нильса Бора, которая является источником терминов «орбитальное движение электронов» и «орбита электрона». В действительности электроны не вращаются вокруг ядер в каком-либо значимом смысле, можно говорить только о вероятности обнаружения электрона в заданной позиции около ядра атома. Для содержательного понимания реального поведения электрона нужно использовать квантовую механику. Решение классической задачи двух тел для электрона, обращающегося вокруг атомного ядра, вводит в заблуждение и не имеет предсказательной силы.

## Постановка задачи
Пусть {\displaystyle \mathbf {r} _{1}} и {\displaystyle \mathbf {r} _{2}} радиус-векторы двух тел, а {\displaystyle m_{1}} и {\displaystyle m_{2}} их массы. Наша цель определить траектории {\displaystyle \mathbf {r} _{1}(t)} и {\displaystyle \mathbf {r} _{2}(t)} для любого времени {\displaystyle t}, при заданных начальных координатах
{\displaystyle \mathbf {r} _{1}(0)}, {\displaystyle \mathbf {r} _{2}(0)}
и скоростях
{\displaystyle {\dot {\mathbf {r} }}_{1}(0)}, {\displaystyle {\dot {\mathbf {r} }}_{2}(0)}.
Второй закон Ньютона применительно к данной системе утверждает, что
{\displaystyle \mathbf {F} _{12}(\mathbf {r} _{1},\mathbf {r} _{2})=m_{1}{\ddot {\mathbf {r} }}_{1}\quad \quad \quad (1)}
{\displaystyle \mathbf {F} _{21}(\mathbf {r} _{1},\mathbf {r} _{2})=m_{2}{\ddot {\mathbf {r} }}_{2}\quad \quad \quad (2)}
где
{\displaystyle \mathbf {F} _{12}} — сила, действующая на первое тело из-за взаимодействия со вторым телом, и
{\displaystyle \mathbf {F} _{21}} — сила, действующая на второе тело со стороны первого.
Складывая и вычитая эти два уравнения, можно разделить одну задачу на две задачи с одним телом, которые могут быть решены независимо. «Сложение» уравнений (1) и (2) приводит к уравнению, описывающему движение центра масс . В отличие от этого, «вычитание» уравнения (2) из уравнения (1) приводит к уравнению, которое описывает, как вектор {\displaystyle \mathbf {r} \equiv \mathbf {r} _{1}-\mathbf {r} _{2}} между массами изменяется со временем. Решение этих независимых задач может помочь в нахождении траекторий {\displaystyle \mathbf {r} _{1}(t)} и {\displaystyle \mathbf {r} _{2}(t)}.

### Движение центра масс (первая задача)
Сложение уравнений (1) и (2) приводит к равенству
{\displaystyle m_{1}{\ddot {\mathbf {r} }}_{1}+m_{2}{\ddot {\mathbf {r} }}_{2}=(m_{1}+m_{2}){\ddot {\mathbf {r} }}_{cm}=\mathbf {F} _{12}+\mathbf {F} _{21}=0}
где мы использовали третий закон Ньютона {\displaystyle \mathbf {F} _{12}=-\mathbf {F} _{21}} и где
{\displaystyle \mathbf {r} _{cm}\equiv {\frac {m_{1}\mathbf {r} _{1}+m_{2}\mathbf {r} _{2}}{m_{1}+m_{2}}}}
позиция центра масс системы. Уравнение в итоге запишется в виде
{\displaystyle {\ddot {\mathbf {r} }}_{cm}=0}
Оно показывает, что скорость {\displaystyle {\dot {\mathbf {r} }}_{cm}} центра масс постоянна. Отсюда следует, что полный момент количества движения {\displaystyle m_{1}{\dot {\mathbf {r} }}_{1}+m_{2}{\dot {\mathbf {r} }}_{2}} также сохраняется (сохранение импульса). Позиция и скорость центра масс может быть получена в любой момент времени.

### Движение вектора смещения (вторая задача)
Вычитая уравнение (2) из уравнения (1) и преобразуя приходим к уравнению
{\displaystyle {\ddot {\mathbf {r} }}_{1}-{\ddot {\mathbf {r} }}_{2}=\left({\frac {\mathbf {F} _{12}}{m_{1}}}-{\frac {\mathbf {F} _{21}}{m_{2}}}\right)=\left({\frac {1}{m_{1}}}+{\frac {1}{m_{2}}}\right)\mathbf {F} _{12}}
где мы снова использовали третий закон Ньютона {\displaystyle \mathbf {F} _{12}=-\mathbf {F} _{21}} и где {\displaystyle \mathbf {r} } (определённый выше) — вектор смещения, направленный от второго тела к первому.
Сила между двумя телами должна быть функцией только {\displaystyle \mathbf {r} } а не абсолютных положений {\displaystyle \mathbf {r} _{1}} и {\displaystyle \mathbf {r} _{2}}; в противном случае задача не имеет трансляционной симметрии, то есть законы физики менялись бы от точки к точке. Таким образом можно записать:
{\displaystyle m{\ddot {\mathbf {r} }}=\mathbf {F} _{12}(\mathbf {r} _{1},\mathbf {r} _{2})=\mathbf {F} (\mathbf {r} )}
где {\displaystyle m} — приведённая масса.
{\displaystyle m={\frac {1}{{\frac {1}{m_{1}}}+{\frac {1}{m_{2}}}}}={\frac {m_{1}m_{2}}{m_{1}+m_{2}}}}
Как только мы найдём решение для {\displaystyle \mathbf {r} _{cm}(t)} и {\displaystyle \mathbf {r} (t)}, первоначальные траектории можно записать в виде
{\displaystyle \mathbf {r} _{1}(t)=\mathbf {r} _{cm}(t)+{\frac {m_{2}}{m_{1}+m_{2}}}\mathbf {r} (t)}
{\displaystyle \mathbf {r} _{2}(t)=\mathbf {r} _{cm}(t)-{\frac {m_{1}}{m_{1}+m_{2}}}\mathbf {r} (t)}
как может быть показано подстановкой в уравнения для {\displaystyle \mathbf {r} _{cm}(t)} и {\displaystyle \mathbf {r} (t)}.

## Решение задачи двух тел для гравитационных сил
Пусть между телами действует гравитационное притяжение. Сила, действующая между ними, равна:
{\displaystyle \mathbf {F} (\mathbf {r} )=-Gm_{1}m_{2}{\frac {\mathbf {r} }{r^{3}}}.}
Уравнение движения запишется как
{\displaystyle m{\ddot {\mathbf {r} }}=-Gm_{1}m_{2}{\frac {\mathbf {r} }{r^{3}}},}
или
{\displaystyle {\ddot {\mathbf {r} }}=-{\frac {\mu \mathbf {r} }{r^{3}}},}     где     {\displaystyle \mu =G({m_{1}+m_{2}}).\;\;\;(3)}
Векторно умножая последнее уравнение на r и интегрируя, получим
{\displaystyle \mathbf {r} \times {\ddot {\mathbf {r} }}=0;}
{\displaystyle \mathbf {r} \times {\dot {\mathbf {r} }}=\mathbf {h} .}
Постоянный вектор h, являющийся постоянной интегрирования, называется кинетическим моментом системы. Взаимное движение тел происходит в плоскости, перпендикулярной этому вектору. Введём систему цилиндрических координат r, φ, z. Единичные векторы вдоль радиальной, трансверсальной и вертикальной оси обозначим как i, j и k. Проекции скорости на радиальную и трансверсальную оси составят
{\displaystyle {\dot {\mathbf {r} }}_{r}=\mathbf {i} {\dot {r}};~~~{\dot {\mathbf {r} }}_{\phi }=\mathbf {j} r{\dot {\phi }},~~~{\dot {\mathbf {r} }}=\mathbf {i} {\dot {r}}+\mathbf {j} r{\dot {\phi }}.}
Тогда
{\displaystyle \mathbf {r} \times {\dot {\mathbf {r} }}=\mathbf {h} ;}
{\displaystyle \mathbf {i} r\times (\mathbf {i} {\dot {r}}+\mathbf {j} r{\dot {\phi }})=\mathbf {k} h;}
{\displaystyle \mathbf {i} r\times \mathbf {j} r{\dot {\phi }}=\mathbf {k} h;}
{\displaystyle \mathbf {k} r^{2}{\dot {\phi }}=\mathbf {k} h;}
{\displaystyle r^{2}{\dot {\phi }}=h.}
В левой части последнего выражения стоит удвоенная площадь треугольника, описываемого радиус-вектором r за единицу времени. Таким образом, это соотношение является математической записью второго закона Кеплера.
Уравнение (3) умножаем скалярно на скорость и интегрируем. Получим
{\displaystyle {\dot {\mathbf {r} }}\cdot {\ddot {\mathbf {r} }}=-\mu {\frac {{\dot {\mathbf {r} }}\cdot \mathbf {r} }{r^{3}}};}
Распишем последнее выражение в координатах:
{\displaystyle {\frac {dx}{dt}}{\frac {d^{2}x}{dt^{2}}}+{\frac {dy}{dt}}{\frac {d^{2}y}{dt^{2}}}=-{\frac {\mu }{\sqrt {\left(x^{2}+y^{2}\right)^{3}}}}\left(x{\frac {dx}{dt}}+y{\frac {dy}{dt}}\right);}
{\displaystyle {\frac {dx}{dt}}d\left({\frac {dx}{dt}}\right)+{\frac {dy}{dt}}d\left({\frac {dy}{dt}}\right)=-{\frac {\mu \left(xdx+ydy\right)}{\sqrt {\left(x^{2}+y^{2}\right)^{3}}}}.}
Заметим, что
{\displaystyle d\left(r^{2}\right)=d\left(x^{2}+y^{2}\right)=2xdx+2ydy.}
Тогда
{\displaystyle {\frac {dx}{dt}}d\left({\frac {dx}{dt}}\right)+{\frac {dy}{dt}}d\left({\frac {dy}{dt}}\right)=-{\frac {\mu }{2}}\left(r^{2}\right)^{-3/2}d\left(r^{2}\right).}
Интегрируя обе части, получим
{\displaystyle {\frac {1}{2}}\left({\frac {dx}{dt}}\right)^{2}+{\frac {1}{2}}\left({\frac {dy}{dt}}\right)^{2}=-{\frac {\mu }{2}}{\frac {\left(r^{2}\right)^{-1/2}}{-1/2}}+C;}
{\displaystyle {\frac {v^{2}}{2}}={\frac {\mu }{r}}+C;}
{\displaystyle {\frac {v^{2}}{2}}-{\frac {\mu }{r}}=C.}
Последнее соотношение является выражением закона сохранения механической энергии в системе.

## Движение двух тел в плоскости
Примечательно, что движение двух тел всегда происходит в плоскости. Определим линейный импульс {\displaystyle \mathbf {p} =\mu {\dot {\mathbf {r} }}} и угловой момент
{\displaystyle \mathbf {L} =\mathbf {r} \times \mathbf {p} }
Скорость изменения углового момента равна моменту силы {\displaystyle \mathbf {N} }
{\displaystyle {\frac {d\mathbf {L} }{dt}}={\dot {\mathbf {r} }}\times \mu {\dot {\mathbf {r} }}+\mathbf {r} \times \mu {\ddot {\mathbf {r} }}=\mathbf {r} \times \mathbf {F} =\mathbf {N} }
Однако законы движения Ньютона выполняются для всех физических сил, и гласят, что сила, действующая между двумя материальными точками направлена по линии соединяющей их положения, то есть {\displaystyle \mathbf {F} ||\mathbf {r} }. Отсюда {\displaystyle \mathbf {r} \times \mathbf {F} =0} и угловой момент сохраняется. Тогда вектор смещения {\displaystyle \mathbf {r} } и его скорость {\displaystyle {\dot {\mathbf {r} }}} лежат в плоскости перпендикулярной постоянному вектору {\displaystyle \mathbf {L} }.
Понять этот факт можно, рассмотрев инерциальную систему отсчёта с центром в первом теле, движущуюся с его скоростью в фиксированный момент: в этот момент вектор, направленный от первого тела ко второму и скорость второго и задают плоскость, в которой в данной системе происходит движение.

## Общее решение для силы, зависящей от расстояния
Часто полезно перейти в полярные координаты, поскольку движение происходит в плоскости и для многих физических задач сила {\displaystyle \mathbf {F} (\mathbf {r} )} является функцией радиуса {\displaystyle r} (центральные силы). Поскольку r-компонента ускорения равняется {\displaystyle {\ddot {r}}-r{\dot {\theta }}^{2}}, уравнение для r-компоненты вектора смещения {\displaystyle \mu {\ddot {\mathbf {r} }}=\mathbf {F} (r)\equiv F(r)} можно переписать в виде
{\displaystyle \mu {\frac {d^{2}r}{dt^{2}}}-\mu r\omega ^{2}=\mu {\frac {d^{2}r}{dt^{2}}}-{\frac {L^{2}}{\mu r^{3}}}=F(r)}
где {\displaystyle \omega \equiv {\dot {\theta }}} и угловой момент {\displaystyle L=\mu r^{2}\omega } сохраняется. Сохранение углового момента позволят найти решение для траектории {\displaystyle r(\theta )} используя замену переменных. Переходя от {\displaystyle t} к {\displaystyle \theta }
{\displaystyle {\frac {d}{dt}}={\frac {L}{\mu r^{2}}}{\frac {d}{d\theta }}}
получим уравнение движения
{\displaystyle {\frac {L}{r^{2}}}{\frac {d}{d\theta }}\left({\frac {L}{\mu r^{2}}}{\frac {dr}{d\theta }}\right)-{\frac {L^{2}}{\mu r^{3}}}=F(r)}
Это уравнение становится квазилинейным при замене переменных {\displaystyle u\equiv {\frac {1}{r}}} и умножение обеих частей уравнения на {\displaystyle {\frac {\mu r^{2}}{L^{2}}}={\frac {\mu }{L^{2}u^{2}}}}
{\displaystyle {\frac {d^{2}u}{d\theta ^{2}}}+u=-{\frac {\mu }{L^{2}u^{2}}}F(1/u)}

### Применение
Для сил {\displaystyle F} обратно пропорциональных квадрату расстояния, таких как гравитация или электростатическое притяжение в классической физике получим
{\displaystyle F={\frac {\alpha }{r^{2}}}=\alpha u^{2}}
для некоторых констант {\displaystyle \alpha }, уравнение для траекторий становится линейным
{\displaystyle {\frac {d^{2}u}{d\theta ^{2}}}+u={\frac {\alpha \mu }{L^{2}}}}
Решение этого уравнения
{\displaystyle u(\theta )\equiv {\frac {1}{r(\theta )}}={\frac {\alpha \mu }{L^{2}}}+A\cos(\theta -\theta _{0})}
где {\displaystyle A>0} и {\displaystyle \theta _{0}} константы. Это решение показывает, что орбита представляет собой границу конического сечения, то есть эллипс, гиперболу или параболу, в зависимости от того меньше {\displaystyle A} выражения {\displaystyle {\frac {\alpha \mu }{L^{2}}}}, больше или равно.

## Задача двух тел вОТО
Нормальная орбита любого тела, захваченного притяжением другого тела, представляет собой эллипс или окружность — именно такие орбиты мы наблюдаем в Солнечной системе. Однако, общая теория относительности утверждает, что в окрестностях крайне массивных тел — там, где пространство оказывается сильно искривлено благодаря наличию колоссального гравитационного поля — спектр возможных стабильных орбит значительно расширяется. Напротив, устойчивые в классической задаче двух тел орбиты оказываются неустойчивыми в релятивистской задаче двух тел. При малых расстояниях от притягивающего центра исчезает существующий в классической кеплеровской задаче «центробежный барьер», не позволяющий пробной частице упасть на притягивающий центр.
На самом деле даже в относительно слабом гравитационном поле в Солнечной системе наблюдаются релятивистские отклонения от классических эллиптических орбит. Такое отклонение для Меркурия (поворот перигелия орбиты со скоростью около 43 угловых секунд за столетие), не предсказываемое ньютоновской механикой, было известно задолго до создания общей теории относительности, которая смогла объяснить этот ранее загадочный эффект.

## Пример
Любая классическая система, состоящая из двух частиц, по определению задача двух тел. Во многих случаях, однако, одно тело много тяжелее другого, как например в системе Земля и Солнце. В таких случаях более тяжёлая частица играет роль центра масс и задача сводится к задаче о движения одного тела в потенциальном поле другого тела.
Собственно, закон всемирного тяготения Ньютона рассматривает именно такую ситуацию, до сих пор на планете его точности хватает с огромным избытком. Однако, при этом не следует забывать, что появляется риск потери требуемой для реальных действий точности расчетов - при злоупотреблении упрощением. В частности, без учета взаимодействия масс или, другими словами, гравитационно-инерционных потенциалов обоих тел невозможны современные космические расчеты. Нахождение места центра вращения в более массивном теле расплывчато, и в реалиях ещё нужен учёт иных тел и полей. Необходим предварительный анализ, особенно при расчёте устоявшихся и стационарных орбит: многократное вращение неизбежно накопит неточности до неприемлемой величины ошибки.